# 无量天尊
无量天尊是一个非正规的道教術語，用於問候。
就跟「反清復明，阿彌陀佛，感謝主」相似。

## 简介
一說最初道教三清弟子常用問訊时的词汇为「无上天尊」，後因訛傳而改稱「无量天尊」。
又一說，原先道教弟子問訊，問候者稱“無量壽”，答禮者回：“無量福”。此二合稱則是“無量壽福”。
後來因佛教传入中国，众多佛教词汇与道教词汇相混淆，典型之一便是佛教的“無量壽佛”与道教用语中“無量壽福”谐音，使得道士皆稱“無量壽佛”，有的道士就改稱“無量天尊”，又有道士認為「無量天尊」不知其意，於是改稱道經中的尊神大名“福生無量天尊”等。